# Hogan Gang
Die Hogan Gang war eine in St. Louis tätige Bande, die im Wesentlichen von Personen mit irischer Ethnie gebildet wurde. Allerdings befanden sich in ihre Reihen auch Italo-Amerikaner und sie kooperierte mit Gangstern, die heute der Kosher Nostra zugerechnet werden, wie insbesondere Max „Big Maxie“ Greenberg.
Die Bande war vor allem während der Alkoholprohibition in den Vereinigten Staaten tätig und vertrieb illegal den nun verbotenen Stoff; sie waren aber auch in Arbeitskämpfe, Wahlbetrügereien und bewaffnete Raubüberfälle verwickelt. In den Anfängen der 1920er Jahre befanden sie sich mit einer anderen irischen Bande – den Egan’s Rats in einer blutigen Dauerfehde.

## Geschichte

### Gründung
Gründer der Bande war Edward J. Hogan Jr.; er war der Sohn eines hochrangigen Polizeibeamten in St. Louis. Eigentlich war er ursprünglich ein Barbesitzer gewesen, der 1910 in die Kommunal- und Bundespolitik einstieg und sich dabei den Spitznamen „Jelly Roll“ einhandelte. Hauptquartier war die Bar von Hogan an der Kreuzung der Jefferson und Cass streets.
Als informierter Politiker und Barbesitzer erkannte er sofort die Gewinnmöglichkeiten, welche durch die Prohibition zu erzielen waren. Er versammelte einige Halunken um sich und begann im großangelegten Stil den illegalen Handel aufzuziehen. Da traf es sich gut, dass er auch noch Inspektor des State Beverage Department of Missouri geworden war, was ihm weiteren Einfluss in der Politik und in der Getränkeindustrie verschaffte.

### Kriminelle Tätigkeiten
Einige Mitglieder begnügten sich nicht mit den Möglichkeiten, welche der Handel mit illegalem Alkohol bot und sie raubten Banken oder deren Boten aus. Am 4. Februar 1921 raubten einige Mitglieder die Post in St. Charles (Missouri) aus und erbeuteten Schuldverschreibungen im Wert von rund 26.000 US-Dollar. Am 1. März 1921 schlugen sie in Jefferson City zu, wo sie Werte in der Höhe von 34.400 US-Dollar erbeuteten. Als Folge dieser Raubzüge kam es zu einer Mordserie, hinter der in der Regel Tommy Hayes steckte, der später zur – allerdings befreundeten – Cuckoo Gang wechselte.
Ein weiterer Überfall am 4. April 1921 in St. Louis führte dazu, dass James Hogan von dem Boten Eris Pillow identifiziert werden konnte; außerdem hatte die Bande diesmal registrierte Post erwischt. Pillow erhielt nun einige Bestechungsangebote, eines stammte vom Bandenführer selbst, die er alle ablehnte; prompt wurde er am 9. Mai 1921 von Leo Casey und Dewey McAuliffe erschossen.

### Bandenkrieg
Neben den Italienern in den eigenen Reihen, waren aber noch andere italienische Mobster in der Stadt tätig, so z. B. eine Gruppe, die sich später zur St. Louis-Familie der la Cosa Nostra entwickeln sollte. Die Hogan waren gegen diese mit der Russo Gang verbündet, einer anderen italienischen Bande, aber – im Gegensatz zu diesen kleineren Banden – waren es die Iren von den Egan’s Rats, welche die Hauptgegner der Hogan Gang waren.
Richtig zur Sache ging diese Auseinandersetzung zwischen 1921 und 1923; Auslöser war ein Betrug, welcher die Egan-Bande um eine Whiskeyladung brachte und der von Max Greenberg ausging. Am 11. März 1921 wäre Greenberg fast ermordet worden und er wandte sich an Mitglieder der Hogan Gang – James Hogan, Luke Kennedy und John Doyle – und bot ihnen 10.000 US-Dollar für die Ermordung von Willie Egan.
Dieser wurde am 31. Oktober 1921 vor seiner eigenen Bar – an der Fourteenth und Franklin Street – erschossen. Das war der Auftakt diverser Schießereien in der Stadt, bei denen auf Unbeteiligte keinerlei Rücksicht genommen wurde.
Am 30. Dezember 1921 wurden James Hogan, Luke Kennedy und Abe Goldfeder – die in Begleitung ihres Anwalts Jacob Mackler waren – angegriffen als sie eine Polizeistation verließen. Kennedy wurde am Bein verwundet, dem Anwalt war mit einer Schrotflinte der Hut vom Kopf geschossen worden und blieb wie durch ein Wunder unverletzt.
Eine Woche später wurde John Doyle nach einer Verfolgungsjagd in Old North St. Louis von der Polizei erschossen. Luke Kennedy wurde am 17. April 1922 in Wellston ermordet, wo er eigentlich seine Verletzung auskurieren wollte; dabei soll er laut Informant Ray Renard -bevor die Schüsse fielen – noch verhöhnt worden sein.
Auch drive-by shootings kamen zum Einsatz; als die Hogan-Bande den Klempnerladen von Dint Colbeck – Nachfolger des toten William Eagan – in der Washington Avenue zusammenschossen, griffen diese am nächsten Tag Hogans Haus in der Cass Avenue 3035 an.
1922 griff der katholische Monsignore Timothy Dempsey mit einem Vermittlungsversuch ein, um die offenen Straßenkämpfe zu beenden. Die beiden Banden einigten sich im Juni 1922; Max Greenberg – als Auslöser des Streits – wurde unter dem Schutz der Hohan Gang zur Bahnstation gebracht und verließ die Stadt in Richtung New York City.
Damit war der Konflikt jedoch nicht beendet, obwohl die Egan’s Rats sich durchgesetzt hatten; bezichtigte Bandenmitglied David „Chippy“ Robinson die Hogans anonym bei der Polizei einem Überfall durchgeführt zu haben und Hogan und einige seiner Leute wurden tatsächlich verhaftet. Zu einer Verurteilung kam es jedoch nicht.
Am 2. September 1922 stolperten Dint Colbeck und drei seiner Männer in der Locust Street eher zufällig über Abe Goldfeder und Max Gordon und brachten die beiden fast um; Max Gordon verlor bei der Schießerei ein Auge. Damit war die Vereinbarung vom Juni endgültig zerbrochen. Am 21. Februar 1921 erschossen Colbeck und seine Männer dann auch noch den Anwalt Jacob Mackler und der offene Bandenkrieg in der Stadt brach wieder aus.
Das Haus von Hogan in der Cass Avenue wurde am 22. März 1923 erneut angegriffen. Hogan und Humbert Costello tauschten Schüsse mit einigen Mitgliedern der Egan-Bande aus, als diese auf dem North Grand Boulevard befanden und dort einen 12-jähriger Jungen zum Krüppel gemacht hatten. Die dafür Verantwortlichen – Isadore Londe und Elmer Runge – sollten bei der Polizei von Hogan identifiziert werden, worauf er antwortete, er werde sie durch eine Schrotflinte identifizieren.
Um die Auseinandersetzungen zu beenden, kamen Vorschläge in der Stadt auf, durch den Einsatz von Marines oder der Nationalgarde die Ordnung wiederherzustellen. Einigen Lokalpolitikern, Monsignore Tim Dempsey und einem Reporter des „St. Louis Star“ brachten Krieg dann aber doch zum Ende. Im September 1923 wurden Schreiben der beiden Anführer der Banden – Colbeck und Hogan – veröffentlicht, in denen sie das Ende des Konflikts verkündeten.

### Nachlass
Zwar hatte – unterm Strich – die Hogan Gang sich nicht gegen die Egan’s Rat durchsetzen können, als diese aber durch interne Streitigkeiten (bis hin zum Mord) und Strafverfolgungen auch auf Grund anderer Verbrechen geschwächt wurden, konnten die Hogans tatsächlich nun in den Süden der Stadt vordringen. Nach dem Ende der Prohibition forcierte Hogan seine politische Karriere und wurde viermal in den Senat von Missouri gewählt. 1963 starb er im Alter von 77 Jahren.

## Mitglieder
- Boss:
  - Edward J. Hoogan († 11. August 1963)

- Mitglieder (u. a.)
  - Leo Casey
  - Humbert Costello
  - James Hogan; jüngerer Bruder von Edward J, Hoogan
  - Luke Kennedy, Top-Schütze der Bande
  - Charles Mercurio
  - Dewey McAuliffe
  - John „Kink“ Connell
  - Abe Goldfeder
  - Patrick Scanlon.